# 高橋浩平
高橋 浩平（たかはし こうへい）は、日本の作曲家・編曲家・音楽プロデューサーである。

## 来歴
千葉県市川市生まれ。千葉県立佐倉高校、青山学院大学理工学部・電気電子工学科卒業。
大学在学中に坂本龍一の音楽番組「gut online」にて投稿作品が優秀作品に選ばれ、同年のコンピレーション・アルバムに楽曲提供。
以降アーティスト、アイドル、ゲーム、アニメ、テレビ番組等の作曲・編曲をはじめる。

## 作品

### アーティスト
- Do As Infinity 「Rapunzel」作曲
- 雪乃「極彩色トワイライト」作編曲　「Driveway」編曲　「紅ノ花」作編曲　「daybreak」編曲
- 池澤春菜「fly-by」作曲
- 伊藤さわか「 時が流れても」作曲
- AYAKO「女、輝いて」アルバム編曲
- 薬師るり「Happy Birthday」「思い出して」編曲
- MIA「君との約束」（第1回神奈川プロアマチャリティボウリングトーナメント公式ソング）
- 木村仁美「Shine on me」編曲
- 森田みき　マキシシングル「The song of sorrows」 編曲 レインボーレコーズ
- 大庭典子　マキシシングル「I'm talking to you」 編曲・プロデュース
- 佐々木貴信　 マキシシングル「Tenderly」 編曲・プロデュース
- MIYAGIBAND　アルバム「Music never stop」作曲

### アイドル
- スルースキルズ「幕開けセンセーション」編曲
- かせ栞
  - アルバム「夏少女~SE・I・TO・U・HA~」「卒業旅行」「おかしな恋煩い」編曲
- 金欠中学チャリ通Boys「立入禁止中学生」「フユログ」「キャプテンバレンタイン」編曲
- 葉加瀬しお太「NAKED KISS」「約束」編曲
- アイドル教室
  - 「we can lets go」「愛はメラメラ」「あの空の向こう側」「ハッピーバースデーの唄2」「ダイアモンド」編曲
  - 「Making Love」「ハッピーちゃん」コーラスアレンジ
  - 「アイキョーランド」「アイキョーハロウィン」コーラスアレンジ・ミキシング
- アイドル教室ソロ名義
  - 寺沢ありす「Be Mine」「100年花火」　コーラスアレンジ
  - 山田新奈「あなたが教えてくれた」作詞・作編曲
  - 神川幸奈「夢への扉」作編曲
  - 佐藤明咲「君だけのあさき」作編曲「僕らの向日葵」コーラスアレンジ
  - 堀梨恵「ヘリオトロープ」　編曲
- あいきょーたーぼ「君がくれた唄」コーラスアレンジ・ミキシング
- 川内亜架音「虹の橋」「 綿飴」「牡丹」「Water Garden」編曲
- 咲月るみ　「For you」「Merry go round」「mille prier」作編曲　「Little Wish」編曲
- 紺野かおり　アルバム「だいすき」作編曲「眠り姫シンドローム」編曲
- 鈴木まりえ「お先に失礼」「青空のカウントダウン」「恋のドレミファインバーター」「みんな大丈夫」サウンドアーキテクト

「約束の赤いリボン」（with 藤崎とうこ）「夏空の奇跡」「無敵トレイン」編曲
- 小山真美「夢のかけら」「蒼の海」「窓辺に咲く花」「夢現の森」「雨」「灰色の雪」「足跡」編曲
- Monro「セオリーなんかに負けないもん☆」編曲「ナデナデしてよぉー！」「Day & Night」「小説よりイキナリ」作編曲
- 森野柚奈「たからもの」「One small step」編曲
- 前原ゆか「そばかす」編曲
- 櫻井水城「Sweet my lips」編曲

「Pure Pure smile」「OVER the SKY」「MAZE」　作編曲
- 篠咲結衣「プリズム☆スター」「brave」「恋結びの神サマ」「Last Love Letter」「天空のヴァルハラ」「君によむ物語」作編曲

「言葉をずっとさがしてる」編曲
- 宇佐美日和「たからもの」編曲
- 本田麻衣花「花」編曲　「ナージャ」サウンドアーキテクト
- Airly「Shining Melody」「 私なりのあいのことば」編曲
- 土屋有里花「FIGHT」編曲
- 深雪ゆあ「マジックナンバー」編曲　「瞬間日記」作編曲
- 田川まゆみ「たそがれロンリー」編曲
- あいコンP°「大好き！ -I COMPLETE!-」編曲
- Bottom-Up!「LOVE×HUNTER」 作編曲
- 雪乃津稀「恋するハート」編曲
- 小林ピーナッツバター「Puzzle Links」「小林ピーナッツバターのテーマ」編曲
- 保科まり「クロワッサン」編曲　アルバム「うさぎの森のピアノコンサート」編曲　アルバム「三丁目交差点」作編曲
- 白樺よつば「マジで感謝」「Yell」編曲
- 渡辺ひなこ「タンジェリンタイム」作編曲「秋風に片想い」編曲
- 吉富陸「Ignition」「ハートを磨くっきゃねえ」「鋼の救世主」編曲
- 髙良かすみ「Break」「青春メロディ」編曲
- 宮城流意「マイセルフ」「アンマー」編曲
- 阿佐ヶ谷家　「パレードはこれから」「阿佐ヶ谷ダイヤモンド」　作編曲

### アニメ・ゲーム・TV ・舞台等
- コナミ「ときめきアイドル」1stマキシシングル「Twin memories W」（井上ほの花、山下七海）編曲
- コナミ「ときめきアイドル」「Invisible rain」（鈴木みのり）「しゃかりきリレーション」（日岡なつみ）編曲
- アイドルマスター シンデレラガールズ　THE IDOLM@STER CINDERELLA MASTER jewelries!　「オルゴールの小箱」（東山奈央、桜咲千依、上坂すみれ、松井恵理子、渕上舞）　作編曲
- マックスむらい　「マックス音頭～この夏を忘れない!～」　編曲
- 高知民放3局+NHK高知放送局　みてみて高知12468キャンペーンソング「テレビは高知の応援団」編曲
- TVアニメ恋する天使アンジェリーク　マルセル（CV: 結城比呂）　キャラクターソング　作編曲
- がくえんゆーとぴあ　まなびストレート　PS2用オープニング曲「ミラクルストレート!」 （堀江由衣、野中藍、井上麻里奈、平野綾、藤田咲）　作編曲
- サニーちゃんと虹色フレンズ（名古屋テレビ放送）作編曲
- リア充催眠（槙野明）　キャラクターソング　編曲
- 俺と5人の嫁さんがラブラブなのは、未来からきた赤ちゃんのおかげに違いない!?」キャラクター「芳野 蛍」ソング　編曲
- とびらをひらいて　編曲　（柚木侑璃）オーディオドラマ主題歌
- 妹スパイラル「未来もきっと...」編曲
- 世界ノ全テ　主題歌編曲
- Horizont　エンディング編曲
- 庄原市よいとこ祭り　おなご乱舞連　作編曲
- 舞台　フラワーシャーベット　劇中歌　（Pal's Sharer）編曲

## 関連記事
- 作曲家一覧